# Queen of Katwe
Queen of Katwe è un film del 2016 diretto da Mira Nair e basato sul libro La regina bambina di Tim Crothers, incentrato sulla vita di Phiona Mutesi, un prodigio degli scacchi ugandese che ha ricevuto il titolo Candidato Maestro FIDE Femminile per le sue prestazioni alle Olimpiadi degli scacchi del 2012.

## Trama
Kampala, 2007. La giovane Phiona Mutesi vive in una baraccopoli chiamata Katwe insieme alla madre vedova Harriet, la sorella maggiore Night e due fratelli minori, Brian e il neonato Richard; insieme a Brian, Phiona aiuta la madre a vendere il mais in città. La sua vita cambia quando incontra Robert Katende, membro di un'associazione missionaria cristiana: oltre a fare l'allenatore di calcio, Robert insegna ai bambini a giocare a scacchi in un centro locale. Incuriosita dall'intelligenza e dall'arguzia che questo gioco richiede, Phiona ne apprende le nozioni e in poco tempo diventa la migliore giocatrice del gruppo.
Avendo riconosciuto il potenziale e lo spirito combattivo della giovane, Robert riesce a imporsi sopra l'iniziale opposizione della società locale di scacchi dato che i ragazzi non sono scolarizzati, portando Phiona e la squadra a un torneo nazionale presso una scuola prestigiosa grazie a delle quote. Inizialmente i ragazzi, catapultati in un ambiente benestante, si trovano a disagio; tuttavia, grazie al loro talento riescono a vincere il torneo, e Phiona arriva al primo posto.
La famiglia viene sfrattata dopo che Phiona paga un uomo con i soldi destinati all'affitto, affinché porti Brian in ospedale dopo essere stato investito. Night, in conflitto con la madre per essersi fidanzata con Theo, un ragazzo ricco e superficiale che la mantiene, offre alla famiglia del denaro. La squadra di Robert partecipa prima a un torneo internazionale in Sudan, vincendolo, e poi alle Olimpiadi degli scacchi del 2010 in Russia, nella quale però Phiona perde contro l'avversaria canadese, Dina Kagramanov.
Un giorno la città viene colpita da un'inondazione; dopo un litigio con la madre, Night, che è stata abbandonata da Theo, confessa di essere incinta. Phiona è disperata per la sconfitta subita in Russia e medita di non giocare più ma, con il sostegno di Robert e dei suoi concittadini, riprende non solo a giocare agli scacchi ma anche a studiare. Partecipando al Campionato Nazionale di Scacchi di Rwabushenyi, Phiona vince la partita finale contro Christine Namaganda venendo calorosamente festeggiata; successivamente partecipa alle Olimpiadi degli scacchi del 2012 in Turchia ottenendo il titolo di Candidato Maestro FIDE Femminile, viene pubblicato un libro ispirato alla sua vita e acquista un'abitazione in campagna per la propria famiglia.

## Distribuzione
Il film è stato presentato in anteprima il 10 settembre 2016 al Toronto International Film Festival e distribuito nelle sale cinematografiche statunitensi il 23 settembre dello stesso anno. In Italia è stato presentato al Giffoni Film Festival il 14 luglio 2017 per poi essere trasmesso direttamente in prima tv il 23 dello stesso mese su Sky Cinema 1.

## Riconoscimenti (parziale)
- 2016 - African-American Film Critics Association[4]
  - 10º posto nella Top 10 Films
- 2016 - Women Film Critics Circle[5]
  - Miglior film per famiglie
  - Candidatura per il miglior film diretto da una donna a Mira Nair
  - Candidatura per la miglior giovane attrice a Madina Nalwanga
  - Candidatura per la miglior immagine femminile in un film